# Cross Village
Cross Village – jednostka osadnicza w Stanach Zjednoczonych, w stanie Michigan, w hrabstwie Emmet.